# 1 E-1 m
Pour aider à comparer les ordres de grandeur des différentes longueurs, voici une liste de longueurs de l'ordre de 10-1 m, soit 10 cm :
- 10

-1 m correspond :
- - à 1 décimètre
  - à 10 centimètres
  - au côté d'un carré de 0,01 m² de superficie
  - à l'arête d'un cube possédant un volume d'un litre
  - un décimètre, un double-décimètre (règle) 10 et 20 centimètres.

- 10 cm : longueur d'onde de la plus grande fréquence radio UHF, 3 GHz
- 15 cm : hauteur des Lilliputiens des Voyages de Gulliver
- 66 cm : longueur de la plus longue pomme de pin (produite par Pinus lambertiana)
- 89 cm : la taille moyenne d'un Hobbit à l'âge adulte
- 90 cm : longueur moyenne d'une rapière (une épée)
- 100 cm : la longueur d'onde de la plus basse fréquence radio UHF, 300 MHz